# デューク・ピアソン
デューク・ピアソン（Duke Pearson、1932年8月17日 – 1980年8月4日）は、アメリカ合衆国のジャズ・ピアニスト、作曲家。オンライン・データベースの「オールミュージック 」は、「プロデューサーとして、ブルーノート・レコードの1960年代におけるハード・バップ路線の大部分を肉付けした」人物と評している。

## 略歴
ジョージア州アトランタ生まれ。本名はコロンバス・カルヴィン・ピアーソン・ジュニア（Columbus Calvin Pearson Jr.）という。最初は5歳で金管楽器を学んだが、歯の問題から別の楽器に切り換えざるを得なくなり、ピアノを覚え始めた。楽才が芽生えると、おじからデューク・エリントンにあやかって「デューク」というあだ名を頂戴する。クラーク・アトランタ大学に在学中は、アトランタ周辺の楽隊に加わり、トランペッターとしても活動した。1950年代に米国陸軍に入隊。
ピアソンは、ジョージア州やフロリダ州のさまざまなアンサンブルと活動を共にし、タブ・スミスやリトル・ウィリー・ジョンとも共演した。その後1959年1月にニューヨーク州に進出する。ニューヨーク・シティでは、アート・ファーマーや、「ジャズテット」ことベニー・ゴルソン・クィンテットと共演しているところをトランペッターのドナルド・バードが目撃して、ピアソンに注目するようになった。その直後にバードから、ペッパー・アダムスと結成した新しいバンドに入団するように頼まれている。また1961年には、ナンシー・ウィルソンのツアーの伴奏者を引き受けた。同年バード＝アダムス・ショーの前に病気になり、新入りのハービー・ハンコックと交代した。結局「ジャズテット」のキーボード奏者の地位は、永久にハンコックのものとなった。
1963年にドナルド・バードのアルバム『ア・ニュー・パースペクティブ』の収録曲のうち4曲を編曲し、そのうち「贖い主キリスト（ポルトガル語: Cristo Redentor、コルコバードのキリスト像を指す）」は大ヒットを収めた。（この曲は、バードがウィルソンとの演奏旅行でブラジルを訪れた際の印象に基づいている）。同じく1963年にアイク・ケベックが亡くなると、ブルーノート・レコードの後任A&Rとしてアーティストのスカウトも担当した。1963年から1970年までブルーノートの数多くのアルバムのために、セッション・ミュージシャンやプロデューサーを務め、またバンドリーダーとして自身のアルバムも録音した。奇妙なことに、ピアソンは、ドナルド・バードと共同でビッグバンドを率いてアトランティック・レコードで録音を行なっており、アトランティックとの契約が刺戟になったと本人は信じていた。バード＝ピアソン楽団には、チック・コリアやペッパー・アダムス、ランディ・ブレッカー、ガーネット・ブラウンらの顔触れが揃っていた。アダムスとブレッカー、ブラウンの3者は、サド・ジョーンズ＝メル・ルイス・ジャズ・オーケストラのメンバーでもあった。バード＝ピアソン楽団とジョーンズ＝ルイス・オーケストラは、同じナイトクラブ「ヴィレッジ・ヴァンガード」で演奏を行なったが、同じ日の夜に演奏したことはなかった。3人がどちらのバンドで演奏するのか、したいのかは、個々人の裁量に任されていた。
1966年にブルーノートがリバティ・レコードに買収されると、役員が変わった。創設者のひとりアルフレッド・ライオンは1967年に引退し、もう一人の創設者フランク・ウルフは1971年に亡くなった。ピアソンもついに1971年に同社を退き、クラーク大学で教鞭を採るようになった。1973年はずっとカーメン・マクレエやジョー・ウィリアムズとツアーに出ており、最終的にはその頃に自身のビッグ・バンドを再結成している。
1970年代に多発性硬化症を患い、そのため1980年にアトランタ退役軍人病院で死去した。

## 楽曲
ピアソンが1960年代に作曲した「ジャニーヌ」は、現在ではスタンダードとなり、しばしばカバーされている。その初期のカバーの一つは、キャノンボール・アダレイのアルバム『ゼム・ダーティー・ブルース』に収録されている。

## ディスコグラフィ

### リーダー・アルバム
- 『プロフィール』 - Profile (1959年、Blue Note)
- 『テンダー・フィーリンズ』 - Tender Feelin's (1960年、Blue Note) ※1959年録音
- 『ハッシュ!』 - Hush! (1962年、Jazztime)
- 『ワフー』 - Wahoo! (1964年、Blue Note)
- 『ハニーバンズ』 - Honeybuns (1966年、Atlantic) ※1965年録音
- 『プレイリー・ドッグ』 - Prairie Dog (1966年、Atlantic)
- 『スイート・ハニー・ビー』 - Sweet Honey Bee (1967年、Blue Note) ※1966年録音
- 『エンジェル・アイズ』 - Angel Eyes (1968年、Polydor) ※1961年録音
- 『ザ・ライト・タッチ』 - The Right Touch (1968年、Blue Note) ※1967年録音
- 『イントロデューシング・デューク・ピアソン・ビッグ・バンド』 - Introducing Duke Pearson's Big Band (1968年、Blue Note) ※1967年録音
- 『ザ・ファントム』 - The Phantom (1968年、Blue Note)
- 『ナウ・ヒア・ジス』 - Now Hear This (1969年、Blue Note) ※1968年録音
- 『ハウ・インセンシティヴ』 - How Insensitive (1969年、Blue Note)
- 『メリー・オウル・ソウル』 - Merry Ole Soul (1969年、Blue Note)
- Dedication! (1970年、Prestige) ※1961年録音
- 『イット・クッド・オンリー・ハプン・ウィズ・ユー』 - It Could Only Happen with You (1974年、Blue Note) ※1970年録音
- I Don't Care Who Knows It (1996年、Blue Note) ※1968年-1970年録音

## 註釈
1. 1 2  Richard S. Ginell. “Duke Pearson biography at Allmusic”. 2012年7月14日閲覧。
2. 1 2 3 4 5 6  “Duke Pearson Discography” (1998年2月8日). 2007年1月4日閲覧。